# Grândola
Grândola est une municipalité (en portugais : concelho ou município) du Portugal, située dans le district de Setúbal et la région de l'Alentejo.

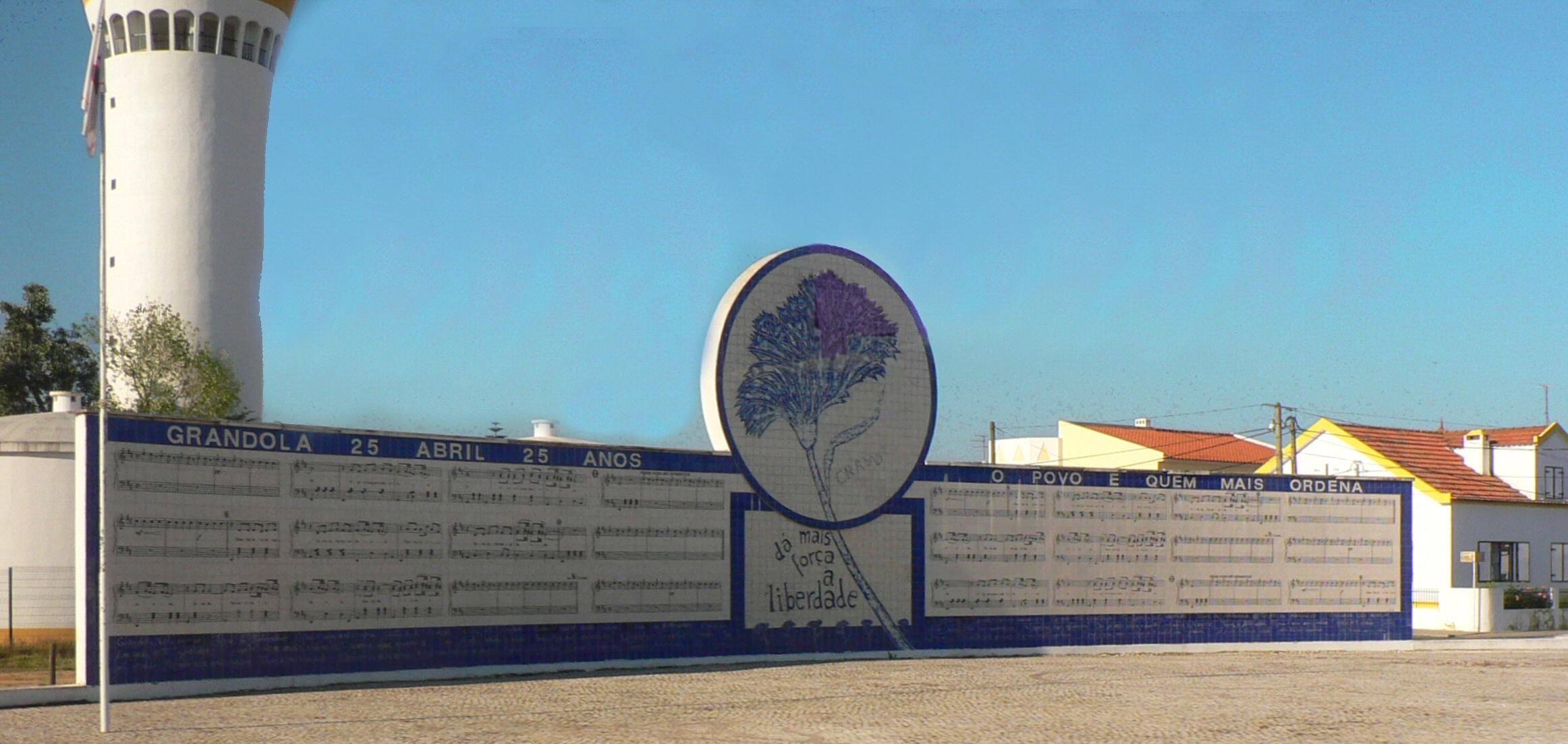
Monument à la révolution des Œillets

## Géographie
Grândola est limitrophe :
- au nord, d'Alcácer do Sal,
- à l'est, de Ferreira do Alentejo,
- au sud, de Santiago do Cacém,
- à l'ouest, de l'océan Atlantique,
- au nord-ouest, de Setúbal, dont elle est séparée par l'estuaire du fleuve Sado.

## Histoire
Grândola est connue pour être un symbole de la révolution des Œillets, au travers de la chanson Grândola, Vila Morena. Le texte, écrit en hommage à la "Fraternité Ouvrière" de la ville où l'auteur avait été accueilli quelques années auparavant, servit de mot d'ordre de marche au Mouvement des Forces Armées (MFA) lors de l'insurrection des œillets (nuit du 24 au 25 avril 1974).

## Population
| 1801  | 1849  | 1900  | 1930   | 1960   |
| ----- | ----- | ----- | ------ | ------ |
| 3 463 | 2 528 | 7 539 | 13 370 | 21 060 |

| 1981   | 1991   | 2001   | 2004   | 2011   |
| ------ | ------ | ------ | ------ | ------ |
| 16 042 | 13 767 | 14 901 | 14 454 | 14 826 |

## Subdivisions
La municipalité de Grândola groupe 5 paroisses (en portugais : freguesias) :
- Azinheira dos Barros e São Mamede do Sádão
- Carvalhal
- Grândola
- Melides
- Santa Margarida da Serra